# Kameni ugljen
Kameni ugljen je crna, tvrda, čvrsta sedimentna stijena, koja je nastala pougljenjivanjem biljnih ostataka. Više od 50 posto težine i više od 70 posto volumena sastoji se od ugljika. Kolektivni je naziv za ugljen veće-vrijednosti. Kameni ugljen se također naziva "crno zlato".[nedostaje izvor] Koristi se uglavnom kao fosilno gorivo za proizvodnju električne energije i proizvodnju toplinske energije za proizvodnju čelika.